# Francisco Castro Rodrigues
Francisco Castro Rodrigues (Lisbona, 21 ottobre 1920 – Lisbona, 2 maggio 2015) è stato un architetto portoghese attivo per più di trent'anni a Lobito in Angola.

## Biografia
Francisco Castro Rodrigues nacque a Lisbona il 21 ottobre 1920. Dopo aver terminato la scuola, Rodrigues studiò ingegneria all'Instituto Superior Técnico dal 1940 al 1941, prima di trasferirsi all'Escola de Belas Artes per studiarvi architettura. Terminò gli studi nel 1951.
Dal 1939 al 1943 Rodrigues lavorò nello studio di António Reis Camelo. Dal 1946 al 1953 lavorò con gli architetti portoghesi João Simões e José Humberto Lobo a progetti nelle colonie portoghesi, in particolare in Angola, Capo Verde e São Tomé e Príncipe.
Negli anni dal 1945 al 1953 assunse vari incarichi di insegnamento e organizzativi, ad esempio come capo dell'importante associazione culturale Sociedade Nacional de Belas Artes. Con Celestino de Castro elaborò la prima traduzione integrale della Carta di Atene (CIAM), che fu pubblicata sulla rivista Arquitectura nel dicembre 1948.
Si oppose al regime repressivo dell'Estado Novo di Salazar e fu membro del Partito Comunista Portoghese all'epoca illegale, che comunque abbandonò nel 1949. Dopo che la polizia segreta del PIDE lo arrestò temporaneamente dal 26 marzo al 6 giugno 1947 e gli impedì di accettare una posizione promessa nell'ufficio urbanistico dell'amministrazione comunale di Lisbona nel 1953, si trasferì in Angola, dove divenne capo del dipartimento di architettura di Lobito. Inizialmente assunto con contratto quadriennale, vi rimase fino al 1987, ricoprendo vari incarichi tra cui capo dell'assessorato all'Urbanistica e dell'assessorato alla cultura, relazioni pubbliche e turismo. Fu anche coinvolto nell'istituzione dei corsi statali di architettura nella Repubblica dell'Angola, sia come docente universitario sia come consulente per il Ministero dell'Istruzione.
Nel 1988 tornò in Portogallo (dove aveva già vissuto temporaneamente tra il novembre 1975 e l'aprile 1976, subito dopo la Rivoluzione dei garofani che aveva rovesciato il regime di Salazar in Portogallo e a causa dell'escalation della guerra civile in Angola), e lavorò a progetti a Moura e a Beja. Nel 1993 fu invitato dal comune di Lobito alla festa cittadina e gli fu conferito un premio. Visse gli ultimi anni nella cittadina di Azenhas do Mar sulla costa atlantica portoghese, nel comune di Colares.
Morì il 2 maggio 2015 all'Hospital de Santa Maria di Lisbona.

## Opere principali

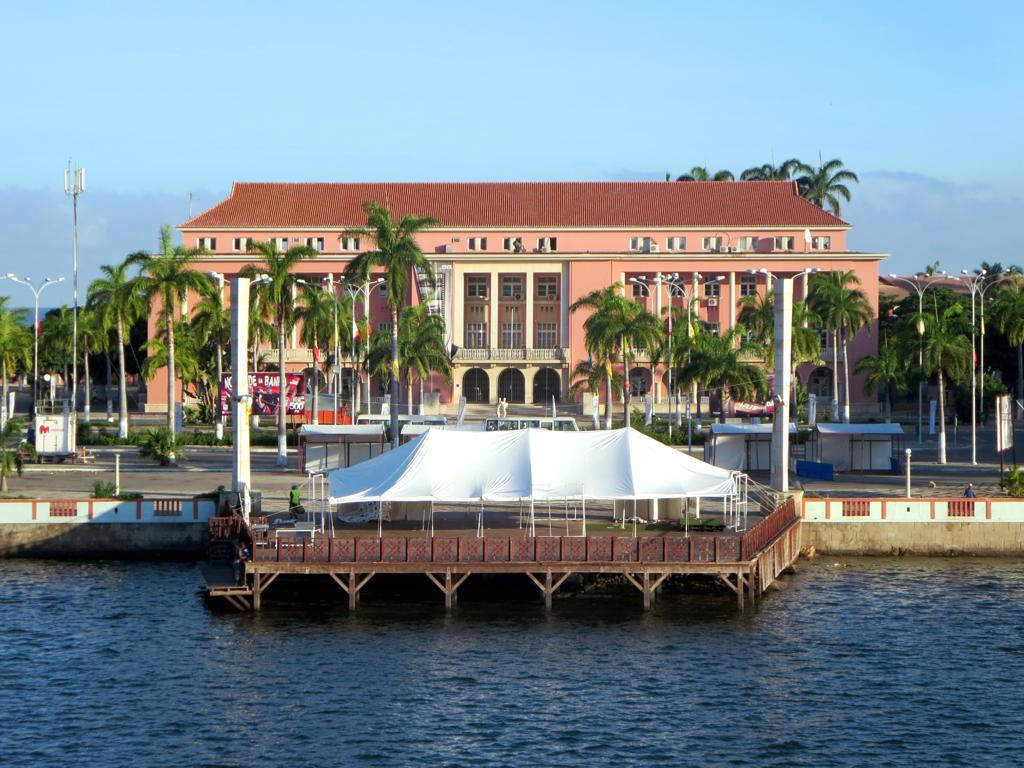
Palazzo del Consiglio, a Lobito (1955/62)

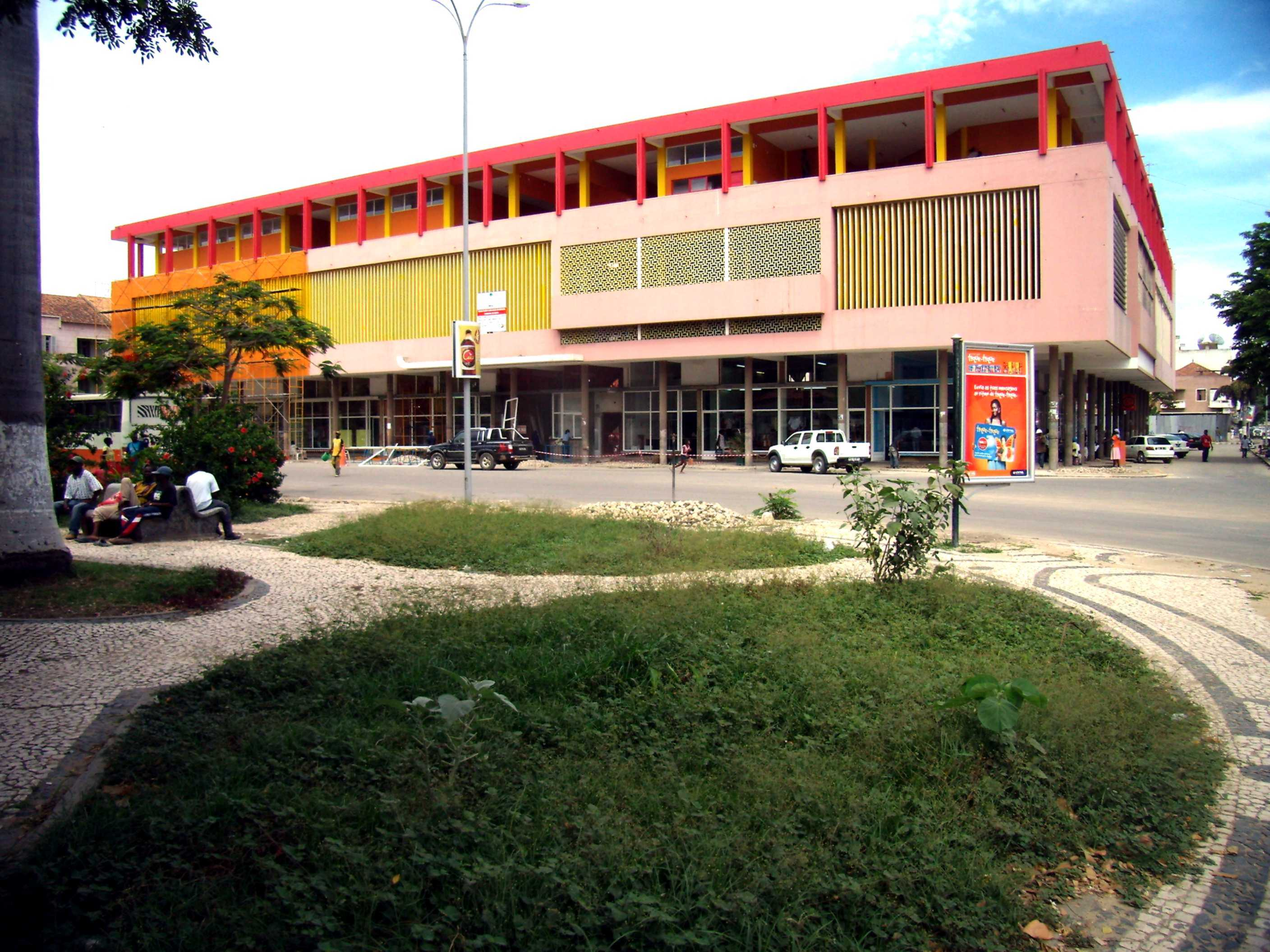
Mercato municipale, a Lobito (1958–64)

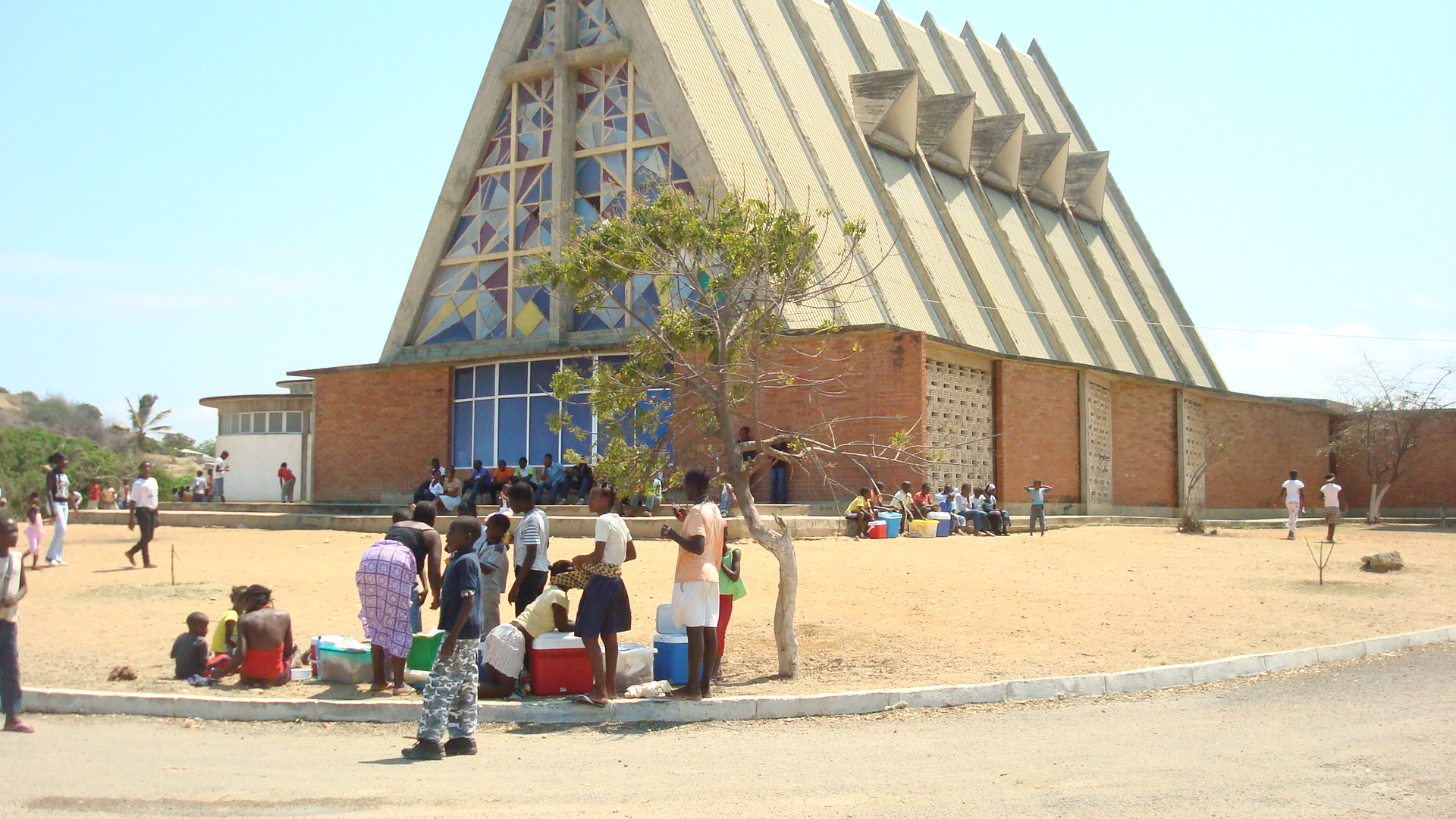
Chiesa dell'Immacolata Concezione, a Sumbe (1966)

- 1951–52: Piano urbanistico per Lobito[1]
- 1952–55: Blocco „Casa Sol“, Lobito; con azulejos di Manuel Ribeiro de Paiva[1][5]
- 1955: Ampliamento del Palazzo del Consiglio, Lobito[1]
- 1956: Piano urbanistico per Catumbela[1]
- 1956: Edificio Marques Seixas, Sumbe [6]
- 1957–61: Edificio "A Universal", Lobito[1][7]
- 1958–64: Mercato municipale, Lobito[1][8]
- 1963: Cine-Esplanada Flamingo, Lobito[1][9]
- 1964: Aeroporto di Lobito[1][10]
- 1966: Chiesa dell'Immacolata Concezione, Sumbe[11]
- 1966–1967: Liceo nazionale Almirante Lopes Alves, Lobito[1][12]
- 1967: Casa del dottor Figueiredo, Ganga[13]
- 1967: Ambulatorio/Casa della Salute, Ganga[14]
- Anni 1960: Edificio della Cooperativa "O Lar do Namibe", Lobito[15]
- 1970: Palazzo del Consiglio, Sumbe[16]
- 1971: Municipio, Ganda
- 1971–72: Liceo D. Inocêncio Sousa Coutinho, Sumbe[17]
- 1972: Palazzo di Giustizia, Sumbe[17]
- 1973: Fabbrica di vernici Robbialac, Lobito